# 左國璣
左國璣（1480年—1540年），字舜齊，河南開封府祥符縣人，明朝文人。

## 生平
其先江西吉安府永新縣人。祖父左輔，正統年間任御史，因言事謫雲南驛丞，擢河南尉氏縣知縣，遂入籍。正德十一年（1516年）丙子科河南鄉試舉人。左國璣年少從學姊夫李夢陽，李夢陽奇其才，帶到京師，從慈谿姚鏌學毛詩。其性嗜酒，作詩賦古文，語出驚人。嘉靖十九年（1540年）夏六月，與南郊水亭飲酒，大醉而歸，數日病卒，年六十一歲。